# San Isidro, Sayula de Alemán
San Isidro är en ort i Mexiko.   Den ligger i kommunen Sayula de Alemán och delstaten Veracruz, i den sydöstra delen av landet, 500 km öster om huvudstaden Mexico City. San Isidro ligger 31 meter över havet och antalet invånare är 125.
Terrängen runt San Isidro är platt. Runt San Isidro är det glesbefolkat, med 10 invånare per kvadratkilometer. Närmaste större samhälle är Sayula de Alemán, 17,9 km norr om San Isidro. Omgivningarna runt San Isidro är en mosaik av jordbruksmark och naturlig växtlighet.